# Lijst van staatshoofden van Wit-Rusland
Dit is een lijst van staatshoofden van Wit-Rusland.

## Staatshoofden van Wit-Rusland (1918-heden)

### Wit-Russische Nationale Republiek (1918-heden)

#### Voorzitters van de Rada (1918)
| Voorzitter | Voorzitter               | Ambtstermijn | Ambtstermijn  |
| ---------- | ------------------------ | ------------ | ------------- |
|            | Ivan Sierada (1879-1943) | 9 maart 1918 | mei 1918      |
|            | Pavel Aleksjoek          | mei 1918     | juni 1918     |
|            | Josef Ljosik (1883-1940) | juni 1918    | december 1918 |

#### Presidenten (= voorzitters van de Rada) van de Wit-Russische Nationale Republiek in ballingschap (1920-heden)
| President | President                               | Ambtstermijn  | Ambtstermijn  |
| --------- | --------------------------------------- | ------------- | ------------- |
|           | Pjotr Kretsjewski (1879-1928)           | november 1920 | 8 maart 1928  |
|           | Vasil Zacharka (1877-1943)              | 8 maart 1928  | 6 maart 1943  |
|           | Mikola Abramtsjyk (1903-1970)           | 6 maart 1943  | 29 mei 1970   |
|           | Vincent Zjoek-Hrysjkievitsj (1903-1989) | mei 1970      | november 1982 |
|           | Josef Sazhytsj (1917-2007)              | november 1982 | 1997          |
|           | Barys Ragula (1920-2005)                | 1997          | 1997          |
|           | Ivonka Survilla (1936)                  | 1997          | heden         |

### Wit-Russische Socialistische Sovjetrepubliek(1920-1991)

#### Voorzitters van het Centrale Uitvoerende Comité (1920-1938)
| Voorzitter             | Ambtstermijn     | Ambtstermijn     | Partij |
| ---------------------- | ---------------- | ---------------- | ------ |
| Aleksandr Tsjervijakov | 1 augustus 1920  | 16 juni 1937     | KPB    |
| Mikhail Stakun         | 7 juli 1937      | 13 november 1937 | KPB    |
| Nikifor Natalevitsj    | 13 november 1937 | 27 juli 1938     | KPB    |

#### Voorzitter van deOpperste Sovjet(1938)
| Voorzitter           | Ambtstermijn        | Partij |
| -------------------- | ------------------- | ------ |
| Nadezjda Grekova (v) | 25 t/m 27 juli 1938 | KPB    |

#### Voorzitters van het Presidium van de Opperste Sovjet (1938-1990)
| Voorzitter                                                        | Ambtstermijn     | Ambtstermijn     | Partij |
| ----------------------------------------------------------------- | ---------------- | ---------------- | ------ |
| Nikifor Natalevitsj van 1941 tot 1944 in ballingschap in de RSFSR | 27 juli 1938     | 17 maart 1948    | KPB    |
| Vasili Kozlov                                                     | 17 maart 1948    | 2 december 1967  | KPB    |
| Fjofor Soerganov + Valentina Klochkova (v)                        | 2 december 1967  | 22 januari 1968  | KPB    |
| Sergej Prititski                                                  | 23 januari 1968  | 13 juni 1971     | KPB    |
| Fjofor Soerganov + Valentina Klochkova (v) + Ivan Klimov          | 13 juni 1971     | 16 juli 1971     | KPB    |
| Fjodor Soerganov                                                  | 16 juli 1971     | 27 december 1976 | KPB    |
| Vladimir Lobanok + Zinaida Bychkovskaya (v)                       | 27 december 1976 | 28 februari 1977 | KPB    |
| Ivan Poljakov                                                     | 28 februari 1977 | 29 november 1985 | KPB    |
| Georgi Tarazevitsj                                                | 29 november 1985 | 28 juli 1989     | KPB    |
| Nikolai Dementjej                                                 | 28 juli 1989     | 18 mei 1990      | KPB    |

#### Voorzitters van de Opperste Sovjet (1990-1991)
| Voorzitter              | Ambtstermijn     | Ambtstermijn      | Partij         |
| ----------------------- | ---------------- | ----------------- | -------------- |
| Nikolai Dementjej       | 18 mei 1990      | 25 augustus 1990  | KPB            |
| Stanislaw Sjoesjkevitsj | 25 augustus 1990 | 18 september 1991 | KPB/partijloos |

### Republiek Wit-Rusland(1991-heden)

#### Voorzitters van de Opperste Sovjet (1991-1994)
| Voorzitter | Voorzitter                          | Ambtstermijn                        | Partij     | Partij |
| ---------- | ----------------------------------- | ----------------------------------- | ---------- | ------ |
|            | Stanislaw Sjoesjkevitsj (1934-2022) | 18 september 1991 - 26 januari 1994 | partijloos |        |
|            | Vjatsjeslaw Koeznjetsov (1946)      | 26 januari 1994 - 28 januari 1994   | partijloos |        |
|            | Mjetsjyslaw Hryb (1938)             | 28 januari 1994 - 20 juli 1994      | partijloos |        |

#### President (1994-heden)
| President | President                    | Ambtstermijn         | Partij     | Partij |
| --------- | ---------------------------- | -------------------- | ---------- | ------ |
|           | Aleksandr Loekasjenko (1954) | 20 juli 1994 - heden | partijloos |        |

Afk.: KPB = Communistische Partij van Wit-Rusland (communistisch; enige legale partij 1919-1990); partijloos = partijloos (niet aangesloten bij een politieke partij)